# Pont-Noyelles

Pont-Noyelles este o comună în departamentul Somme, Franța. În 1 ianuarie 2022 avea o populație de 815 de locuitori.